# Матис Роман Євгенович
Рома́н Євге́нович Ма́тис (нар. 28 липня 1978, село Воля-Баранецька, Самбірський район, Львівська область) — український громадський діяч, правозахисник, підприємець. Керівник ГО «Міжнародний інвестиційний офіс». Керівник управління інвестиційної політики Львівської обладміністрації (2016—2021).

## Біографія
Народився 28 липня 1978 року у селі Воля-Баранецька Самбірського району. Закінчив середню спеціалізовану школу з поглибленим вивченням англійської мови № 93 міста Львова. У 2000 році здобув кваліфікацію економіста у Львівському торговельно-економічному університеті.
У 2004 році був активістом Помаранчевої революції, а у 2013 — Революції Гідності. Учасник програмно-аналітичної групи Комітету Майдану Львівщини, пізніше координатор Комітету Майдану Львівщини.
З 2013 року був радником міського голови міста Самбір.
У 2015 році вступив до Блоку Порошенка «Солідарність». У жовтні 2015 року балотувався у Львівську обласну раду по округу № 1, очолює Самбірську районну організацію партії "БПП «Солідарність».
У листопаді 2015 року був призначений радником голови Львівської ОДА Олега Синютки.
Від грудня 2015 року очолював управління інвестиційної політики Львівської обласної державної адміністрації. Автор стратегії розвитку регіону.
У 2018 році вийшов із Блоку Порошенка «Солідарність».
У вересні 2020 року балотувався на посаду голови Львівської ОТГ як самовисуванець.
У січні 2021 року звільнений з управління інвестиційної політики ЛОДА «через реорганізацію». Сам Роман Матис та деякі працівники управління пояснили звільнення незгодою команди Максима Козицького з методами роботи інвестиційного управління і намаганням повернути деякі корупційні схеми.

## Громадська та публічна діяльність
Засновник громадської ініціативи «И так поймут!», що від 2012-го року захищає права українськомовного населення на доступ до інформації рідною мовою.
Учасник Координаційної ради з питань застосування української мови в усіх сферах суспільного життя України при Міністерстві культури України. Ініціатор та співавтор законопроєкту про мову #5670.
В червні 2016 створено координаційну раду з питань застосування української мови у всіх сферах суспільного життя України до складу якої увійшов і Матис. Було також створено групу з напрацювання нового мовного законопроєкту. 19 січня 2017 року у Верховній Раді було зареєстровано напрацьований експертами та громадськими активістами проєкт закону про державну мову № 5670. 4 жовтня 2018 ВРУ ухвалила в першому читанні законопроєкт 5670-д, 25 квітня 2019 року, у другому читанні ВРУ ухвалила закон Про забезпечення функціонування української мови як державної.

## Кримінальна справа та зняття звинувачень
5 травня 2022 року Матиса та редактора видання Mind.ua Євгена Шпитка було затримано СБУ, це сталося під час продажу військового спорядження на 550 тис. грн, їх підозрювали в незаконному продажі гуманітарної допомоги та привласнення благодійних пожертв.
Галицький районний суд Львова визнав підозри аргументованими, 11 травня 2022 Матиса було відпущено з СІЗО під заставу 2 млн грн, котру згодом знизили до 208 тис. грн.
Журналіст Юрій Віннічук (Цензор.нет) стверджує, що фігуранти справи купували продукцію в Укроборонпромі, та передавали її військовим на фронт, а лише невелику частину куплених речей перепродавали, щоб покривати оплату транспортних та інших накладних витрат..
За свідченнями Євгена Шпитка, Роман Матис не має стосунку до цієї справи і його було затримано помилково. За даними розслідування сайту «Наші гроші. Львів» заявниками у цій справі є люди з неоднозначною репутацією, фігуранти попередніх кримінальних проваджень.
На його підтримку виступили також громадські діячі, журналісти, митці та освітяни, зокрема Йосиф Зісельс, Юрій Винничук, Євген Клопотенко, Андрій Кокотюха, Володимир В'ятрович, В'ячеслав Кириленко, Мар'яна Садовська.
Справою Матиса зайнялася правозахисна організація Центр прав людини Zmina, яка вимагала від Офісу Генерального прокурора України провести об'єктивне розслідування справи, котра має ознаки замовної. Після майже двох років розслідування Офіс Генерального прокурора України закрив справу через відсутність складу злочину.

## Відзнаки та нагороди
- Номінація на міжнародну премію TOYP (2015)[28]
- Премія «Люди Львова. Золотий Лев 2016» Номінація «Інвестиційний прорив Львівщини» (2016)[29]
- 2019 — один із ТОП-20 найвпливовіших людей Львова за версією видання «Новоє время»[30]